# Middeleeuws Latijn
Middeleeuws Latijn, ook Middenlatijn (germanisme), is het Latijn dat in de middeleeuwen dienstdeed als internationale geleerdentaal.

## Functie
Middeleeuws Latijn deed in de middeleeuwen dienst als de gesproken lingua franca (vergelijk de huidige situatie van het Engels) van Europese wetenschappers en intellectuelen. Daarnaast werden er wetenschappelijke verhandelingen, poëzie en literair proza in geschreven. Ook fungeerde middeleeuws Latijn als bestuurstaal en werd er recht in gesproken. Ondanks de kerkelijke achtergrond van veel van de auteurs moet het middeleeuws Latijn niet worden verward met het Kerklatijn, dat tot op de dag van vandaag dienstdoet als liturgische taal. Middeleeuws Latijn was in tegenstelling tot zijn voorganger, het Laatlatijn, geen dagelijkse 'levende' volkstaal meer, maar ook geen volledig dode taal.

## Historische situering
Er is geen consensus over het precieze moment waarop het Laatlatijn (Latijn gesproken in de nadagen van het Romeinse Rijk) eindigt, en de periode van het middeleeuws Latijn begint. Sommige onderzoekers laten de periode van het middeleeuws Latijn beginnen met de opkomst van het vroege Kerklatijn, rond het jaar 350. Volgens anderen begint deze periode rond het jaar 500. Weer anderen plaatsen het begin van het middeleeuws Latijn pas rond 900 wanneer de, uit het vulgair Latijn ontstane, Romaanse landstalen (Frans, Spaans, Italiaans) het Laatlatijn vervangen als geschreven taal.